# Сперанца (Пескара)
Сперанца (итал. Speranza) је насеље у Италији у округу Пескара, региону Абруцо.
Према процени из 2011. у насељу је живело 31 становника. Насеље се налази на надморској висини од 148 м.